# Graphops nigella
Graphops nigella är en skalbaggsart som beskrevs av Blake 1955. Graphops nigella ingår i släktet Graphops och familjen bladbaggar. Inga underarter finns listade i Catalogue of Life.